# 西村直之
西村 直之（にしむら なおゆき）は、日本の精神科医。認定NPO法人リカバリーサポート・ネットワーク代表、一般社団法人日本SRG協議会（JSRG）の代表理事。依存問題を抱える人たちのケア・回復支援、依存問題の対策、責任あるゲーミング（RG：Responsible Gaming）政策の専門家。

## 経歴
福岡県飯塚市生まれ。福岡県立福岡高等学校卒業、琉球大学医学部医学科卒業、同大学大学院修了（医学博士）。
臨床精神薬理学を研究後、国立病院初の開放治療型の薬物依存入院治療プログラム（DRP）を国立肥前療養所（現：肥前精神医療センター）にて展開。認知修正とセルフケアに焦点を当てた精神保健福祉センター用の薬物依存の家族教室プログラムを開発・実施。薬物依存回復支援施設DARC（ダルク）の活動・設立を個人として支援。NPO法人アジア・太平洋アディクション研究所（APARI）の設立に参画（1999年）。 
2006年（平成18年）日本初の、ぱちんこ依存問題電話相談機関リカバリーサポート・ネットワークを設立（認定NPO法人）。遊技産業の依存問題対策のガイドライン策定、遊技産従事者の啓発・教育の推進、パチンコ・パチスロ遊技障害の実態調査・公表（財団法人日工組社会安全研究財団パチンコ・パチスロ遊技障害研究会：2017）などにあたる。パチンコホールの依存問題対策のひとつとして安心パチンコ・パチスロアドバイザー養成プログラムを遊技業界と企画し、研修を展開し、全国への配置を推進。
カジノを含むIR（インテグレーテッドリゾート）整備に関し、自民党・公明党の党内勉強会、2017年（平成29年）6月に第5回IR整備推進会議（内閣府）講師、2018年（平成30年）5月の衆議院内閣委員会のギャンブル等依存症対策基本法案審議における与党招聘参考人、2018年（平成30年）7月には参議院内閣委員会の与党招聘参考人等を務めた。現在、大阪府・大阪市ギャンブル等依存症対策研究会委員、北海道IR有識者会議委員に就いている。多くのIR誘致自治体の依存問題対策の検討・立案に協力している。医療モデル主導対策よりも、科学的に検証可能で、多くのステークホルダーが参加する柔軟性と実効性を持った民間活力を最大限に生かした害の最小化を対策の核に置くべきであるとの立場をとっている。

## 略歴
- 1965年 - 福岡県飯塚市生まれ
- 1990年 - 琉球大学医学部医学科卒業、同大学精神神経科入局
- 1995年 - 琉球大学大学院医学研究科修了（精神神経薬理）、医学博士号取得
- 1997年 - 国立肥前療養所勤務（アルコール・薬物依存病棟）（佐賀）
- 1999年 - 2013年　医療法人卯の会　あらかきクリニック院長
- 2002年 - 2005年 - 沖縄国際大学法学部非常勤講師
- 2006年 - 認定NPO法人ぱちんこ依存問題電話相談機関リカバリーサポート・ネットワーク代表理事
- 2013年 - 医療法人卯の会　新垣病院勤務
- 2017年 - 一般社団法人RCPG代表理事（2018年JSRG設立とともにRCPGの活動および知見を統合）
- 2018年 - 一般社団法人日本SRG協議会（JSRG）代表理事

## その他の経歴
- NPO法人アジア・太平洋アディクション研究所（APARI）理事（1999－2003年）
- 一般社団法人沖縄ダルク、一般社団法人板橋ダルク、コア自立の家　理事
- 認定NPO法人　ワンデーポート　理事
- 公立諏訪東京理科大学客員教授
- 大阪府・大阪市ギャンブル等依存症対策研究会委員
- 北海道IR有識者会議委員
- ATA-net:多様化する嗜癖・嗜虐行動からの回復を支援するネットワークの構築研究員（ギャンブリングユニット担当）
- 日工組社会安全研究財団パチンコ・パチスロ遊技障害研究会　研究員
- 国立お茶の水女子大学研究員
- 龍谷大学矯正・保護総合センター研究員

## メディア出演
- JAPAN MOVE UP supported by TOKYO HEADLINE（TOKYO FM、2018年3月31日）[5]
- かんさい熱視線　関西にカジノ！？〜IRの光と影〜（NHK総合大阪　2018年7月）

## 論文等
1. 問われるアディクション　～アディクション概念の再考～ 西村 直之　龍谷法学　50（3）63-73　2018-2
2. 生活に悪影響を与える行動習慣に対して私たち医療・精神保健の援助職者は何をして、何をすべきでないのか? : リカバリー・イネーブラーとしてのアイデンティティと専門職モラル 西村 直之 　アディクションと家族 33(1), 38-41, 2017-11
3. 問題ギャンブリング行動を抱えるパチンコ･パチスロ利用者の社会的属性及び遊技状況  西村 直之 , 石田 仁 　 現代の社会病理 (29), 39-58, 2014
4. 民間回復支援施設における病的ギャンブリングの支援②　リカバリーサポート・ネットワークの活動 西村 直之　精神科治療学28 （増刊号）323-326 2013-10 星和書店
5. 強迫買い、買い物依存 西村 直之　精神科治療学 27（6）757-763　2012 星和書店
6. ギャンブラーはうそつきか? (うその心理学) 西村 直之 　こころの科学 (156), 56-60, 2011-03
7. 同床異夢?--依存問題の当事者活動と援助職者の間で (特集 新しい依存症のかたち--「回復」へのプログラム) 西村 直之 現代思想 38(14), 180-187, 2010-12
8. 薬物依存症のサポート体制 (特集 薬物依存症--薬物依存症のトレンド) -- (薬物依存症と社会との関わり) 西村 直之 日本臨床 68(8), 1536-1539, 2010-08
9. 薬物依存とは何か?--回復支援の限界を超えるために (特集 DARS(Drug Addiction Recovery support)の理論と実践) 西村 直之 龍谷大学矯正・保護研究センター研究年報 (7), 76-86, 2010
10. パチンコ依存問題への相談支援--電話相談の現場より (特集 多様化するアディクションと回復への試み) 西村 直之 精神科看護 35(10), 34-39, 2008-10
11. ダルク(DARC) (特集 薬物依存--最近の話題) 西村 直之 精神科 13(1), 34-39, 2008-07
12. 薬物依存症看護なんて大キライ? (特集 薬物依存症看護が「苦手」だと感じている看護職のみなさんへ) 西村 直之 　精神看護 6(4), 14-27, 2003-07
13. 薬物依存の当事者活動をどう支援していくか--ダルクのボランティアスタッフとしての体験から (特集 薬物乱用防止5か年戦略と保健福祉活動--中間点での現状と課題) 西村 直之 へるす出版生活教育 45(5), 14-19, 2001-05
14. メンタルヘルスの広場 薬物依存回復施設沖縄ダルク(DARC)雑記--地域社会と薬物依存者の回復  西村 直之 心と社会 31(2), 176-182, 2000-06
15. Effects of the dopamine-related drug bromocriptine on event-related potentials and its relation to the law of initial value NISHIMURA NAOYUKI , OGURA CHIKARA , OHTA IKUYA  Psychiatry and clinical neurosciences 49(1), 79-86, 1995-03-01

### 共同研究
1. パチンコ・パチスロ遊技者の年間負け額分布の推定 浅原 一煕 , 櫻井 哲朗 , 長澤 裕和 , 篠原 菊紀 , 坂元 章 , 河本 泰信 , 佐藤 拓 , 西村 直之 , 石田 仁 , 牧野 暢男 IR＊ゲーミング学研究　14　1-16　2018.3
2. Development and validation of the Pachinko/Pachi-Slot Playing Ambivalence Scale. Komoto Y, Shoun A, Akiyama K, Sakamoto A, Sato T, Nishimura N, Shinohara K, Ishida H, Makino N  Asian J Gambl Issues Public Health. 2017;7(1):3. Epub 2017 May 12.
3. DSM-5を用いたパチンコ・パチスロ遊技障害の検討 : 一般遊技者サンプルによる測定 秋山 久美子 , 坂元 章 , 祥雲 暁代 , 河本 泰信 , 佐藤 拓 , 西村 直之 , 篠原 菊紀 , 石田 仁 , 牧野 暢男  アディクションと家族32(2), 143-151, 2017-07
4. パチンコ・パチスロ遊技障害尺度の短縮版の開発 秋山 久美子 , 坂元 章 , 祥雲 暁代 , 河本 泰信 , 佐藤 拓 , 西村 直之 , 篠原 菊紀 , 石田 仁 , 牧野 暢男  精神医学 58(12), 993-999, 2016-12
5. パチンコ・パチスロ遊技障害尺度の作成および信頼性・妥当性の検討 秋山 久美子 , 祥雲 暁代 , 坂元 章 , 河本 泰信 , 佐藤 拓 , 西村 直之 , 篠原 菊紀 , 石田 仁 , 牧野 暢男  精神医学 58(4), 307-316, 2016-04
6. 薬物依存に関する病院プログラムの検討 遠藤 光一 , 村上 優 , 比江島 誠人 , 杠 岳文 , 内村 英幸 , 原井 宏明 , 西村 直之  病院・地域精神医学43(3), 278-279, 2000-09-30
7. 臨床でみられる薬物乱用・依存　　薬物依存の治療 村上 優 , 杠 岳文 , 比江島 誠人 , 遠藤 光一 , 西村 直之  医療 54(5), 206-211, 2000
8. 民間薬物依存回復施設(ダルク)の調査 比江島 誠人 , 近藤 恒夫 , 西村 直之 , 杠 岳文 , 遠藤 光一 , 村上 優  日本アルコール・薬物医学会雑誌 34(4), 396-397, 1999-08-28
9. 多変量分散分析を用いた抗精神病薬の治療効果，副作用の予測に関する臨床薬理学的研究　Ｂｒｏｍｐｅｒｉｄｏｌについて:Bromperidolについて 内海 晴美 , 大田 郁也 , 西村 直之 , 小椋 力  臨床薬理 24(3), 469-480, 1993

### 監訳
- デイビット・リチャード、アレックス・ブラッチンスキー、リア・ノワー編著『ワイリー・ブラックウェル　ギャンブリング障害ハンドブック』、日工組社会安全研究財団2018